# إركيللا (تشيلي)
إركيللا (بالإسبانية: Ercilla, Chile) هي بلدية تقع في تشيلي في Malleco Province. يقدر عدد سكانها بـ 8,466 نسمة ومساحتها 499.7 كم2 وترتفع عن سطح البحر 306 متر.